# Benjamin (lied)
Benjamin is een Nederlandstalig liedje van de Belgische zanger Louis Neefs uit 1971. Het is een cover van het Engelstalige en gelijknamige nummer van Bobbie Gentry uit 1971.
Het liedje verscheen aanvankelijk als B-kant van de single Ik kan niet vergeten.
In 2000 werd het nummer gecoverd door Bart Peeters in het kader van het album Louis Neefs 20 jaar later met als titel Mijn vriend Benjamin. Voorts werd het nummer onder andere gecoverd door Thomas Lauwers (2005) in het kader van het album Louis... Een muzikaal eerbetoon aan Louis Neefs.